# Roberto Stuart (1339-1420)
Roberto Stuart (1339 – 3 settembre 1420) è stato un nobile e principe scozzese, terzo figlio di Roberto II di Scozia. Funse inoltre da reggente per suo padre, per suo fratello Roberto III di Scozia e infine per suo nipote Giacomo I di Scozia. Fu insignito di diversi titoli nobiliari: conte di Menteith (1361-1420), di Fife (1361-1372), di Atholl (1403-1406) e infine duca di Albany (1398-1420).

## Le origini
Roberto Stuart nacque nel 1339 ed era figlio, allora illegittimo, di Roberto II di Scozia e di Elizabeth Mure (morta prima del 1355). Nel 1349 i due si sposarono dando a Roberto e ad altri cinque figli lo status di prole legittima.
Suo nonno era Walter Stewart e suo padre, Roberto II di Scozia, era stato il primo membro della casata Stuart a sedere sul trono degli scoti. Ancora più importante era stato il suo bis-nonno, Roberto I di Scozia, eroe della Battaglia di Bannockburn, la figlia di questi, Marjorie Bruce, si era sposata con Walter Stewart imparentando così le due famiglie. Suo fratello maggiore fu nominato Conte di Carrick nel 1368 e più tardi divenne re di Scozia con il nome di Roberto III di Scozia. Nel 1361 Roberto si sposò con Margaret Graham, Contessa di Menteith (1334-1380), una ricca divorziata giunta al quarto matrimonio, questo gli permise di assumere il titolo di Conte di Menteith e quello di Conte di Fife nel 1368. Quando gli venne conferito il titolo Roberto iniziò la costruzione del Castello di Doune che venne completato, almeno parzialmente, entro il 1381.

## Una politica sanguinosa
La politica scozzese del 1300 era spesso sanguinosa e violenta e lo stesso Roberto spese diverso tempo ad acquisire territori e titoli, non disdegnando metodi di una certa violenza. Nel 1389 suo figlio Murdoch Stewart, duca di Albany fu nominato Giustiziere per la Scozia del Nord e questo portò padre e figlio a lavorare insieme per espandere il loro potere, scontrandosi anche in maniera violenta con altri nobili come Donald McDonald, Signore delle Isole. Negli anni precedenti, quando il loro padre era ormai inabile a governare, Roberto ed il fratello suo omonimo divennero Reggenti, arrivando ad essere sovrani della Scozia in tutto eccetto che nel nome e quando nel 1390 Roberto II di Scozia morì al trono salì suo figlio maggiore Roberto III di Scozia. In quegli anni Roberto venne nominato Gran Ciambellano di Scozia e condusse anche diverse scorribande in territorio inglese. L'ascesa al trono del fratello maggiore non fiaccò le ambizioni di Roberto, Roberto III infatti era malato e debole e la Reggenza rimase nelle mani di Roberto, finché nel 1399 il re trasferì il regno nelle mani del figlio David Stewart, Duca di Rothestay (24 ottobre 1378-26 marzo 1402), che con il suo titolo di Duca divenne il primo Pari di Scozia a detenere quel titolo. Nello stesso anno, il 1398, anche Roberto era stato creato Duca di Albany, portandogli ancora più denaro, ricchezze e potere di quanto già non ne avesse, ma ormai il nipote era adulto e presto avrebbe assunto il controllo del regno.
All'inizio del Quattrocento gli inglesi invasero la Scozia e fra Roberto ed il nipote sorsero importanti conflitti, l'anno seguente David venne accusato di essersi indebitamente appropriato di somme ingenti provenienti dalle dogane situate ad est e di aver confiscato le entrate provenienti dai laicati del vescovato di St. Andrews in quel momento vacanti. Il giovane venne tratto in arresto da Roberto che lo portò al proprio Falkland Palace dove il ragazzo morì nel marzo del 1402, poco dopo essere stato imprigionato. Di sicuro la morte di Davi dovrebbe essere ascritta all'intervento di Roberto che doveva vedere la probabile ascesa al trono del nipote come una minaccia per il proprio status sociale e politico, una commissione venne istituita per fare chiarezza sul decesso, ma questa stabilì l'innocenza del Duca e l'accidentalità della morte che era avvenuta in circostanze naturali. Il sospetto comunque non abbandonò mai i famigliari del defunto, in particolare il futuro Giacomo I di Scozia si ricordò del modo in cui era perito il fratello, diventando parte in gioco nella caduta della famiglia di Roberto, il fratello Roberto III, intanto, spedì il figlio Giacomo, allora sui dieci anni, in Francia, forse temendo che il suo ambizioso fratello potesse uccidere anche lui.

## La faticosa reggenza
Nel 1406 Roberto III di Scozia venne a mancare e Roberto si trovò ad essere Reggente per il dodicenne nipote, questi non si trovava più in Francia, era stato invece catturato dagli inglesi e lì rimase per circa diciotto anni. Roberto era ancora una volta sovrano di fatto e fece qualche timido tentativo per riportare a casa Giacomo tramite il pagamento di un riscatto, senza però che riuscisse ad ottenerne la liberazione. Per quanto Roberto si dimostrasse abile in politica questo non gli assicurò mai la fiducia degli altri nobili con cui spesso dovette combattere, nel 1411 Donald McDonald mise insieme un esercito nelle Highland dell'Ovest che mandò contro Roberto. Questo conflitto nacque dal tentativo di Roberto di mettere le mani sul contado di Ross per il suo secondogenito, ignorando le pretese, più giustificate, che lo stesso McDonald poteva vantare su di esso. Quella che ne seguì è nota come Battaglia di Harlaw che si combatté il 24 luglio del 1411, le perdite furono ingenti per entrambi gli schieramenti e quando McDonald si ritirò Roberto reclamò per sé una vittoria di tipo strategico. Al comando dell'esercito di Albany c'era Alexander Stewart, Conte di Mar che qualche anno dopo sedette alla giuria che dichiarò colpevole Murdoch Stewart e due dei suoi figli colpevoli di tradimento, arrivando a distruggere virtualmente il potere degli Albany.

## Discendenza e morte
Come detto Roberto si sposò nel 1361 con Margaret Graham e con essa ebbe otto figli:
- Janet Stewart
- Mary Stewart
- Margaret Stewart
- Joan Stewart
- Beatrice Stewart, che sposò James Douglas, VII conte di Douglas
- Isabella Stewart, che sposò in prime nozze Alexander Leslie, Conte di Ross (morto 1402)
- Marjorie Stewart, che sposò Duncan Campbell, I Signore di Campbell (morto nel 1453)
- Murdoch Stewart, duca d'Albany

Nel 1380 Roberto rimase vedovo e sposò Muriella de Keith da cui ebbe quattro figli:
- John Stuart, Conte di Buchan
- Andrew (?-1413);
- Robert (?-Verneuil, 17 agosto 1424), conte di Ross;
- Elizabeth (?-?), sposò Sir Malcolm Fleming di Biggar;

Roberto morì il 3 settembre del 1420 e venne sepolto nell'abbazia di Fife.

## Ascendenza
|                      |   |                     | Genitori                              |  |  | Nonni |  |  | Bisnonni               |  |  | Trisnonni |  |
|                      |   |                     |                                       |  |  |       |  |  | James Stewart (nobile) |  |  | …         |  |
|                      |   |                     |                                       |  |  |       |  |  | James Stewart (nobile) |  |  | …         |  |
|                      |   | …                   |                                       |  |  |       |  |  | James Stewart (nobile) |  |  |           |  |
| Walter Stewart       |   |                     |                                       |  |  |       |  |  | James Stewart (nobile) |  |  |           |  |
|                      |   | Cecilia Dunbar      | Patrick III di Dunbar                 |  |  |       |  |  |                        |  |  |           |  |
|                      |   | Cecilia Dunbar      | Patrick III di Dunbar                 |  |  |       |  |  |                        |  |  |           |  |
|                      |   | Cecilia Dunbar      | …                                     |  |  |       |  |  |                        |  |  |           |  |
| Roberto II di Scozia |   | Cecilia Dunbar      |                                       |  |  |       |  |  |                        |  |  |           |  |
|                      |   | Roberto I di Scozia | Robert Bruce, VI signore di Annandale |  |  |       |  |  |                        |  |  |           |  |
|                      |   | Roberto I di Scozia | Robert Bruce, VI signore di Annandale |  |  |       |  |  |                        |  |  |           |  |
|                      |   | Roberto I di Scozia | Marjorie, Contessa di Carrick         |  |  |       |  |  |                        |  |  |           |  |
| Marjorie Bruce       |   | Roberto I di Scozia |                                       |  |  |       |  |  |                        |  |  |           |  |
|                      |   | Isabella di Mar     | Donald I di Mar                       |  |  |       |  |  |                        |  |  |           |  |
|                      |   | Isabella di Mar     | Donald I di Mar                       |  |  |       |  |  |                        |  |  |           |  |
|                      |   | Isabella di Mar     | Helen ferch Llywelyn                  |  |  |       |  |  |                        |  |  |           |  |
| Roberto Stuart       |   | Isabella di Mar     |                                       |  |  |       |  |  |                        |  |  |           |  |
|                      | … | …                   |                                       |  |  |       |  |  |                        |  |  |           |  |
|                      | … | …                   |                                       |  |  |       |  |  |                        |  |  |           |  |
|                      | … | …                   |                                       |  |  |       |  |  |                        |  |  |           |  |
| Sir Adam Mure        | … |                     |                                       |  |  |       |  |  |                        |  |  |           |  |
|                      |   | …                   | …                                     |  |  |       |  |  |                        |  |  |           |  |
|                      |   | …                   | …                                     |  |  |       |  |  |                        |  |  |           |  |
|                      |   | …                   | …                                     |  |  |       |  |  |                        |  |  |           |  |
| Elizabeth Mure       |   | …                   |                                       |  |  |       |  |  |                        |  |  |           |  |
|                      |   | …                   | …                                     |  |  |       |  |  |                        |  |  |           |  |
|                      |   | …                   | …                                     |  |  |       |  |  |                        |  |  |           |  |
|                      |   | …                   | …                                     |  |  |       |  |  |                        |  |  |           |  |
| Joan Cunningham      |   | …                   |                                       |  |  |       |  |  |                        |  |  |           |  |
|                      |   | …                   | …                                     |  |  |       |  |  |                        |  |  |           |  |
|                      |   | …                   | …                                     |  |  |       |  |  |                        |  |  |           |  |
|                      |   | …                   | …                                     |  |  |       |  |  |                        |  |  |           |  |
|                      |   | …                   |                                       |  |  |       |  |  |                        |  |  |           |  |